# Матюшков Олександр Михайлович
Матюшков Олександр Михайлович (21 листопада 1880, Тирасполь, Тираспольський повіт, Херсонська губернія, Російська імперія — ?) — підполковник Армії УНР.

## Біографія
Народився у місті Тирасполь Херсонської губернії.
Закінчив Одеське військове училище (у 1905 році), вийшов підпоручиком до 73-го піхотного Кримського полку, у складі якого брав участь у Першій світовій війні. Був нагороджений орденом Святого Георгія IV ступеня, Георгіївською зброєю, відзнакою Святого Георгія IV ступеня з лавровою гілкою. Останнє звання у російській армії — підполковник.
З 25 червня 1918 року — помічник командира з господарчої частини 1-го Сердюцького полку Армії Української Держави, з 1 січня 1919 року — завідувач обмундируванням Київської інженерної юнацької школи, з травня 1919 року перебував у польському полоні, з 22 вересня 1919 року — завідувач господарською частиною Кам'янецької пішої юнацької школи (до 14 листопада 1919 року). Навесні 1920 року — у резерві старшин при штабі 4-ї бригади Армії УНР, з 18 липня 1920 року — приділений до комендатури штабу Армії УНР, з 4 жовтня 1920 року — приділений до начальника Тилу Армії УНР.
Доля після 1920 року невідома.